# Ludwig Senfl

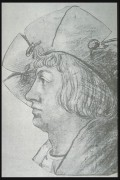
Undated Retrat de Senfl c.1510. Artista desconegut

Ludwig Senfl (nascut al voltant de 1486, va morir entre el 2 de desembre de 1542 i el 10 d'agost de 1543) va ser un compositor suís del Renaixement, actiu a Alemanya. Va ser l'alumne més famós de Heinrich Isaac, així com el director de música de la cort de Maximilià I del Sacre Imperi Romanogermànic, i una figura influent en el desenvolupament de l'estil polifònic francoflamenc a Alemanya.

## Biografia
Senfl va néixer probablement a Basilea al voltant de 1486, i va viure a Zúric de 1488 fins a 1496, quan va començar a formar part del cor de la Hofkapelle (orquestra de la cort) de l'Emperador Maximilian a Augsburg. A part d'un visita breu el 1504 no hi ha constància que hagués viscut mai més a Suïssa.
El 1497 va anar amb la Hofkapelle a Viena i, entre 1500 i 1504, hi va estudiar probablement tres anys, la pràctica estàndard dels nens cantors que ja no podien cantar, com a part de la formació corrent pel sacerdoci. Durant aquest període va estudiar amb Heinrich Isaac, i va servir com a copista fins al 1509. És conegut per haver copiat bona part de Choralis Constantinus, d'un compositor més vell, una obra enorme que va completar després de la mort d'Isaac.
Després d'un viatge a Itàlia probablement entre 1508 i 1510, Senfl va retornar a la Hofkapelle. En morir Isaac, el 1517, l'emperador va apostar perquè ell el succeís en la posició de compositor de la cort. El 1518, Senfl va perdre un dit en un accident de caça i la lesió el va inhabilitar durant un any. Quan l'emperador va morir el 1519, Senfl no tenia feina, i les seves circumstàncies van anar a pitjor: Charles V va rebutjar la majoria dels músics de Maximilian, i fins i tot va rebutjar pagar Senfl el seu estipendi anual que havia estat promès dins l'acte de la mort de l'emperador. Durant els propers anys va viatjar àmpliament, principalment buscava feina, però també estava actiu com a compositor. És conegut per haver assistit a la Dieta de Cucs el 1521, i, encara que no va esdevenir mai protestant oficialment, tenia simpaties evidents amb Luther. Més tard va ser examinat per la Inquisició i, per voluntat pròpia, va deixar el sacerdoci. Senfl va intercanviar una correspondència extensa amb el luterà duc Albert de Prussia i amb Martin Luther, començat el 1530.
Finalment Senfl va adquirir un lloc de treball a Múnic, un lloc amb moltes expectatives musicals, amb una necessitat forta per música nova, i que era relativament tolerant amb els qui simpatitzaven amb els protestants. Per tant, s'hi va quedar la resta de la seva vida. El 1540 va emmalaltir i, tenint en compte la seva correspondència amb el duc Albert, és probablement cert que va morir a principis de 1543.

## Música i influència
Senfl va ser un compositor eclèctic, a casa estava en contacte amb els dos mons, el secular i l'eclèctic, i va modelar el seu estil tenint en compte els models de la generació anterior de compositors de l'escola francoflamenca, especialment Josquin. En particular, va ser un melodista dotat, i les seves línies són molt líriques. La seva música va continuar sent popular i influent a Alemanya fins al segle xvii.
La música sagrada seva inclou misses, motets, vespres, i un Magnificat. Tècnicament la seva música té moltes característiques arcaiques, com l'ús de cantus firmus, el qual estava més de moda el segle xv; fins i tot ocasionalment empra la isorítmia. Tanmateix també es reconeixen trets germànics en la seva música, pels passatges cantables i melòdics amb intervals imperfectes paral·lels (terceres i sextes).
Senfl també va escriure una gran quantitat de lieder alemany, la majoria secular (els pocs basats en textos sagrats van ser escrits per al duc Albert de Prússia). Varien àmpliament de caràcter, d'un plantejament molt simple d'un cantus firmus a fragments amb un complex contrapunt amb elaborats cànons i quòdlibets.

## Enregistraments
- 1993 - Deutsche Lieder. Michel Piguet & the Ricercar Ensemble. 28 cançons. Capitol Records.
- 1998 - Margarete - Maximilian I. Musik um 1500. Capilla Flamenca with La Caccia, Schola Cantorum Cantate Domino Aalst, Schola Gregoriana Lovaniensis. Conté un enregistrament d'«Adieu mes amours de Josquin des Prez». Conté un enregistrament d'«Ach Elslein – Es taget» de Ludwig Senfl.
- 1999 - Missa Nisi Dominus. Motets. Officium, Wilfried Rombach, Christophorus
- 1999 - Deutsche Lieder - Carmina. Susanne Ryden, Harry Geraerts, Jan Stromberg. CPO Records;
- 2004 - Missa L'homme armé: Sacred Music of Ludwig Senfl. The Suspicious Cheese Lords, Clifton "Skip" West. CD
- 2005 - Lieder, Motets, Instrumental Works Quartet de flauta dolça Farallon. 23 peces. Pandore Label.
- 2009 - Missa Paschalis, Motetten and Lieder. The Choir of Sidney Sussex College, Cambridge, QuinEssential, Andrew Lawrence-King (harpa), Christopher Watson (tenor), Robert Macdonald (baix). Dirigit per David Skinner. Obsidian Records.